# Gudemnis
Gudemnis (in armeno Գուդեմնիս) è un comune di 39 abitanti (2010) della Provincia di Syunik in Armenia.